# Resiutta
Resiutta (Resiute in friulano, Na Bili in sloveno) è un comune italiano di 265 abitanti del Friuli-Venezia Giulia.

## Geografia fisica
Il comune sorge a 316 m s.l.m. nel punto d'incontro tra la Val Resia (dove scorre l'omonimo torrente Resia) ed il Canal del Ferro, valle montana formata dal fiume Fella.

## Storia
Fin dall'antichità il centro ha svolto un ruolo importante nei traffici e nell'assistenza ai viaggiatori lungo l'arteria commerciale del Canal del Ferro, come dimostrano i ritrovamenti di oggetti di bronzo, di monete e di iscrizioni che ne evidenziano l'origine romana. Primo segno vitale è tuttavia l'istituzione della Parrocchia di San Martino nel 1199, retta dapprima dai benedettini e poi, dal XIV secolo, dai sacerdoti nominati dall'abate di Moggio da cui dipese. Nel 1822 vi sostò Silvio Pellico mentre veniva condotto al carcere dello Spielberg. Fra il 26 e il 30 ottobre 1917, durante lo sfondamento di Caporetto, ci fu sia in paese che sul Monte Calvario un'aspra battaglia fra le truppe austro-tedesche e le truppe italiane in ritirata che avevano organizzato un'ultima difesa per cercare di arginare l'avanzata nemica.
I reparti del bersaglieri insieme ad altre truppe sbandate in ritirata tentarono una strenua difesa nel paese ma furono sopraffatte dalle truppe nemiche che avevano aggirato il blocco difensivo italiano salendo sul Monte Calvario e prendendo il fianco italiano. Sulla postazione del Monte Stivane, subito a destra di Resiutta, persisteva un'opera non ultimata di trinceramento e batterie fisse ancora oggi visibili. La Brigata Pistoia, che presidiava la zona, fu anch'essa sopraffatta prima dal tiro di mortai e poi da un attacco frontale lasciando sul campo circa ventidue morti.
Altro capitolo non conosciuto della storia locale fu, poco prima della fine della prima guerra mondiale, l'eccidio, riportato in alcuni diari e testimonianze, attuato dalle truppe austriache presumibilmente in zona Povici, di alcuni soldati e civili di cittadinanza austriaca ma di etnia ceca e/o slovacca accusati di tradimento dopo che la Legione Cecoslovacca, facente parte dell'esercito austriaco, era passata in blocco con gli italiani. Tali eccidi ad opera sempre delle truppe austriache in ritirata risultano essere stati perpetrati anche a Plezzo e a Predil (Raibl).
Nel 1976 il comune fu devastato dal terremoto del Friuli, che provocò enormi crolli e danni.

### Simboli
Lo stemma, riconosciuto con DCG del 10 dicembre 1935, è uno scudo troncato: nel primo di rosso, alla corona all'antica d'oro, di sette punte visibili; nel secondo d'oro, al ramo di rose rosse, fogliato di verde.
Il gonfalone, concesso con DPR del 26 marzo 1953, è un drappo troncato di giallo e di rosso.

## Monumenti e luoghi d'interesse
- Chiesa di San Martino Vescovo
- Chiesa di Santa Croce

## Società

### Evoluzione demografica
Abitanti censiti

### Lingue e dialetti
A Resiutta, accanto alla lingua italiana, la popolazione utilizza la lingua friulana. Ai sensi della Deliberazione n. 2680 del 3 agosto 2001 della Giunta della Regione autonoma Friuli-Venezia Giulia, il Comune è inserito nell'ambito territoriale di tutela della lingua friulana ai fini della applicazione della legge 482/99, della legge regionale 15/96 e della legge regionale 29/2007.
La lingua friulana che si parla a Resiutta rientra fra le varianti appartenenti al friulano centro-orientale.

## Cultura
- Proverbi

Ogni dì e nas la lune, ogni dì si impare une
A San Martin il most al devente vin
A Sant Andree il purcit su pa bree

## Infrastrutture e trasporti

### Ferrovie
Dal 1877 al 1995 Resiutta era attraversata dalla ferrovia Udine-Tarvisio dove era presente la stazione ferroviaria. Fu dismessa nel 1995 a seguito del raddoppio della linea, il tracciato è convertito a pista ciclabile mentre il fabbricato viaggiatori è adibito ad altri usi.

## Galleria d'immagini

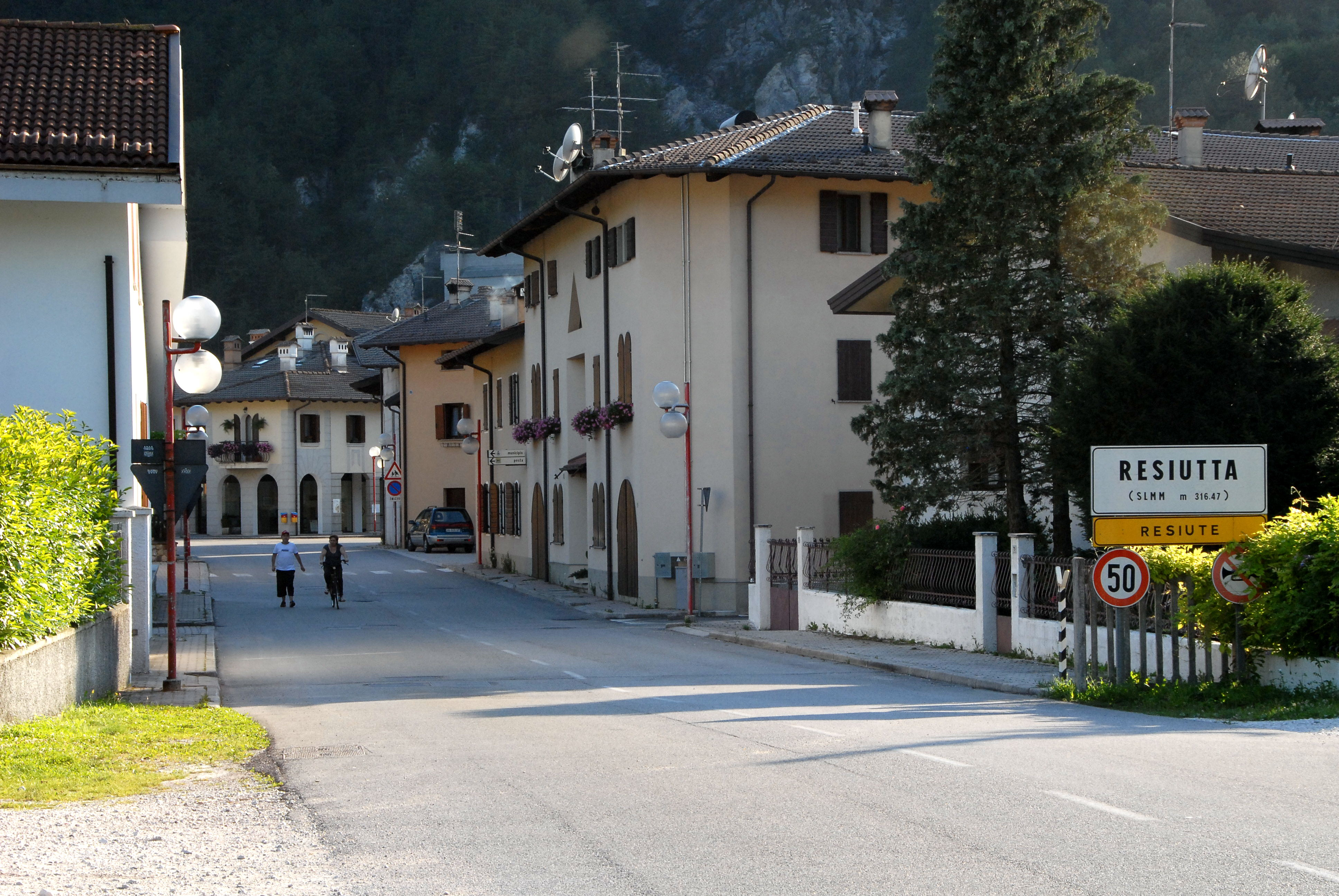
Via del paese
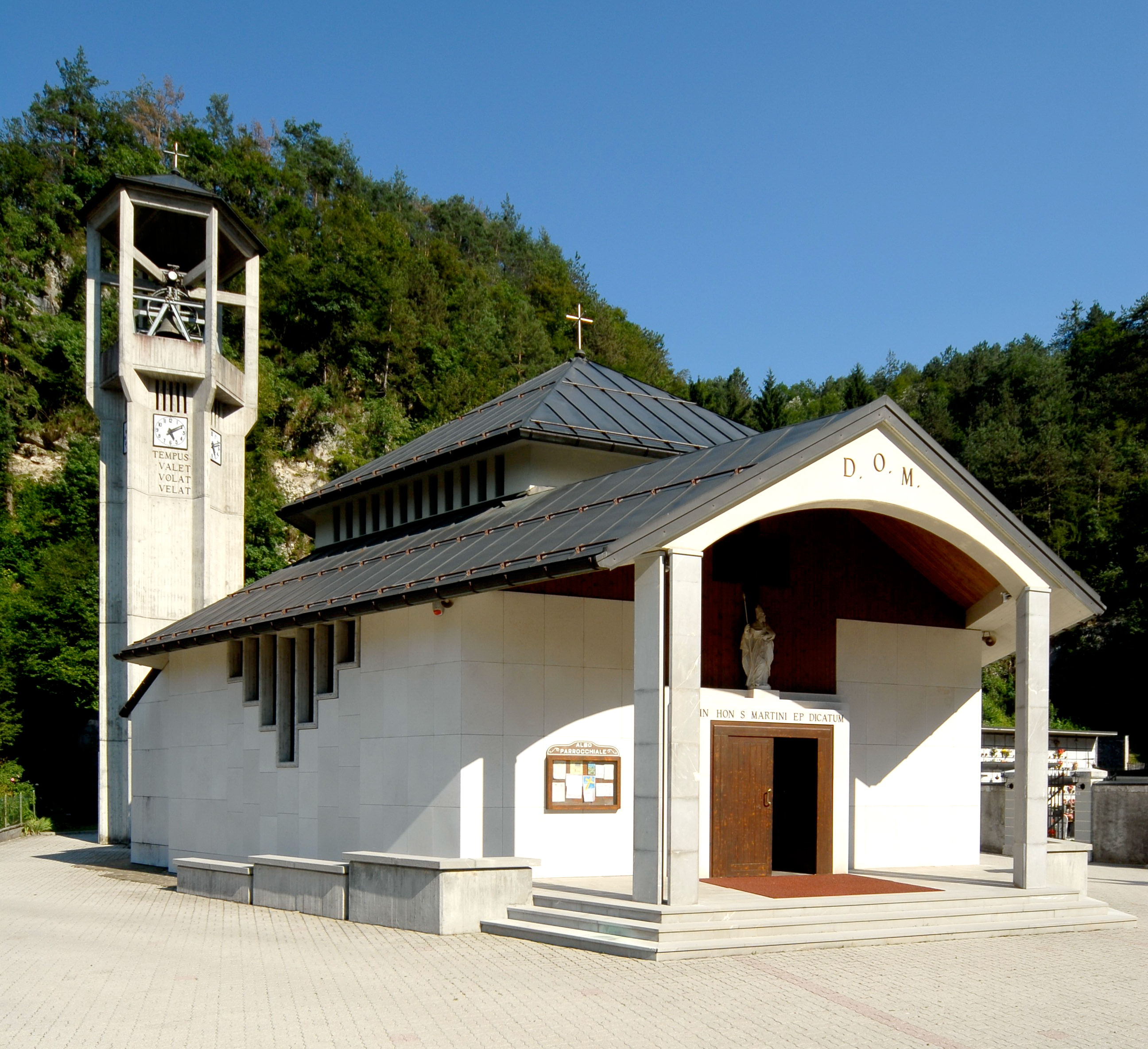
La chiesa parrocchiale, dedicata a San Martino
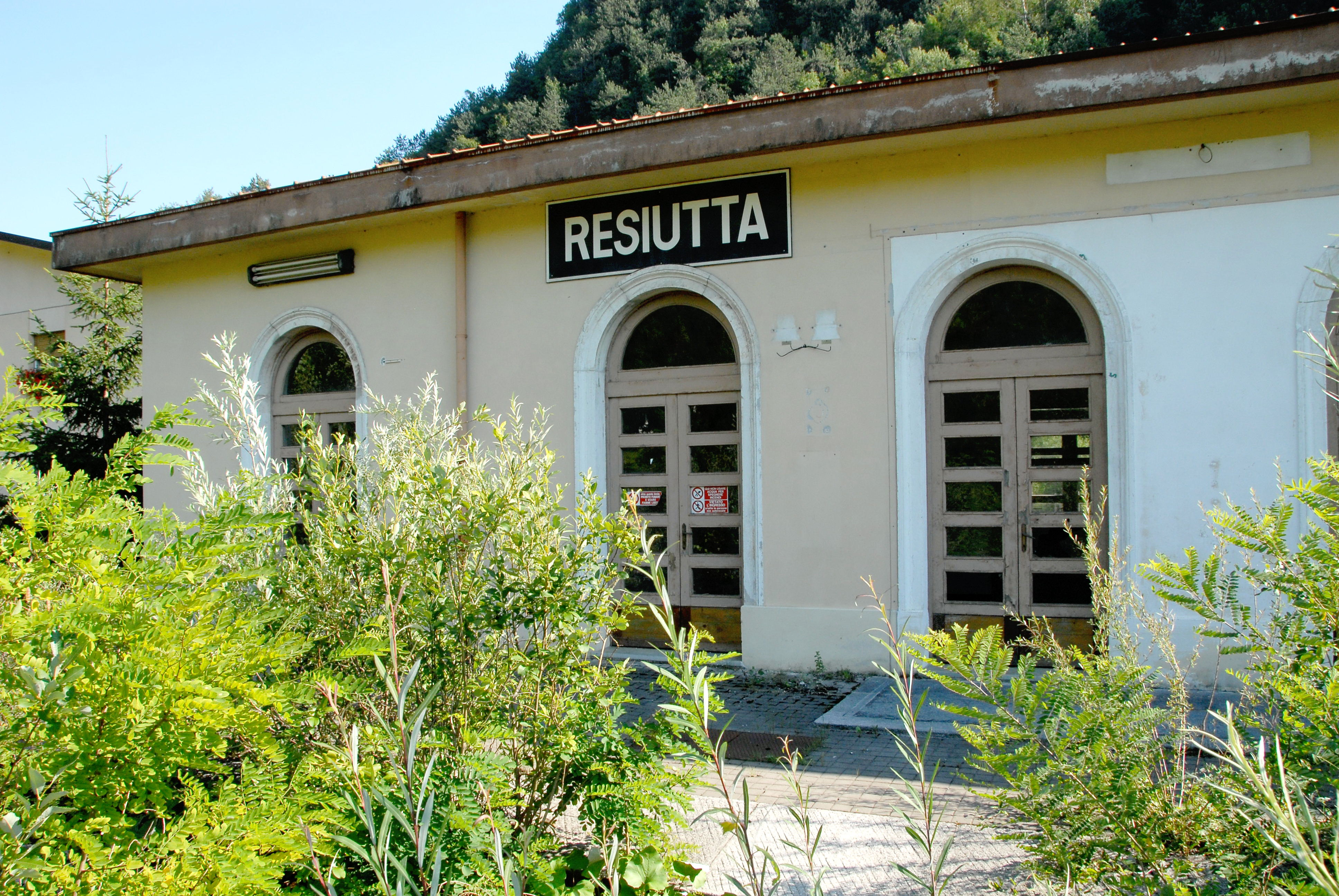
Stazione ferroviaria abbandonata
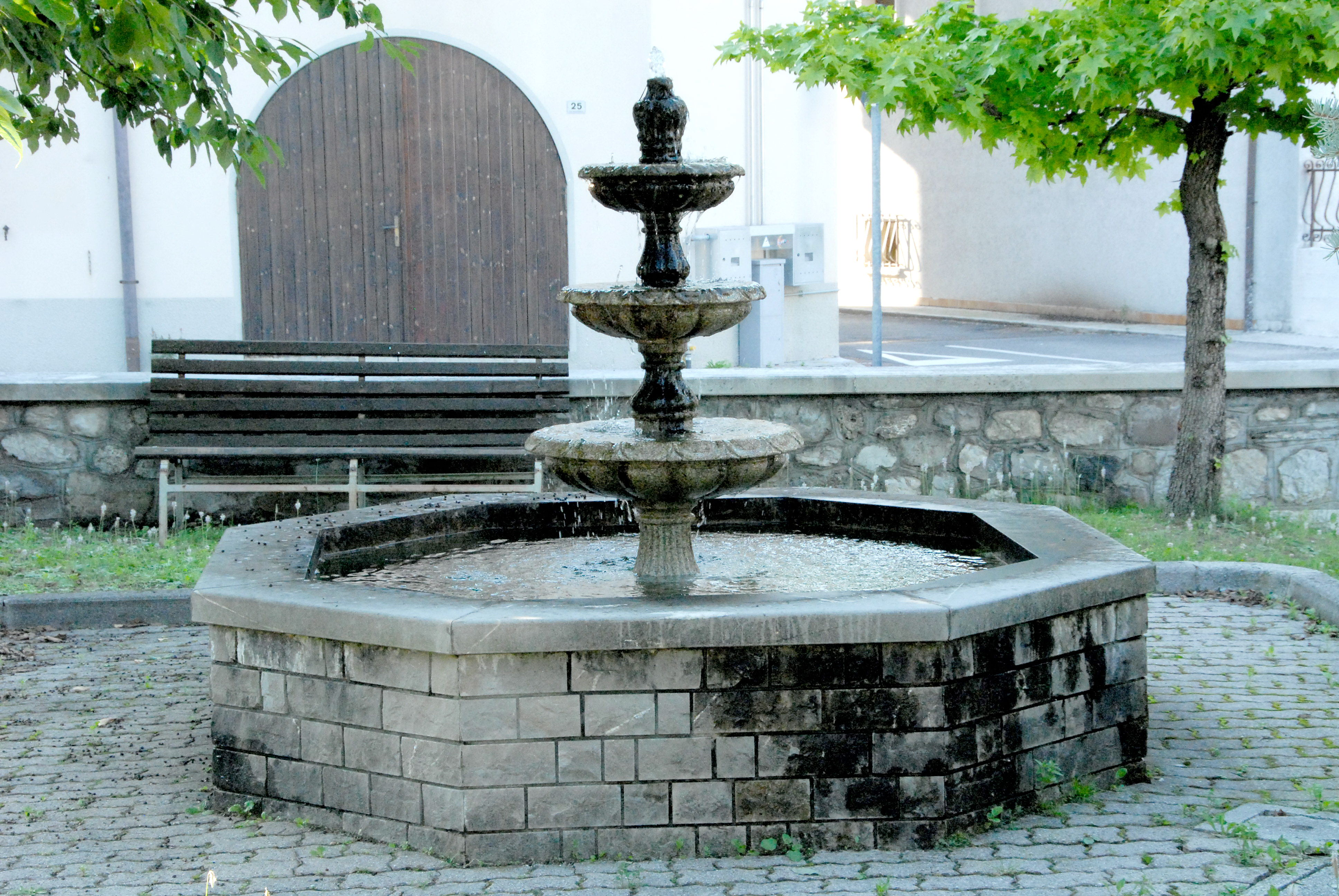
Fontana a Resiutta
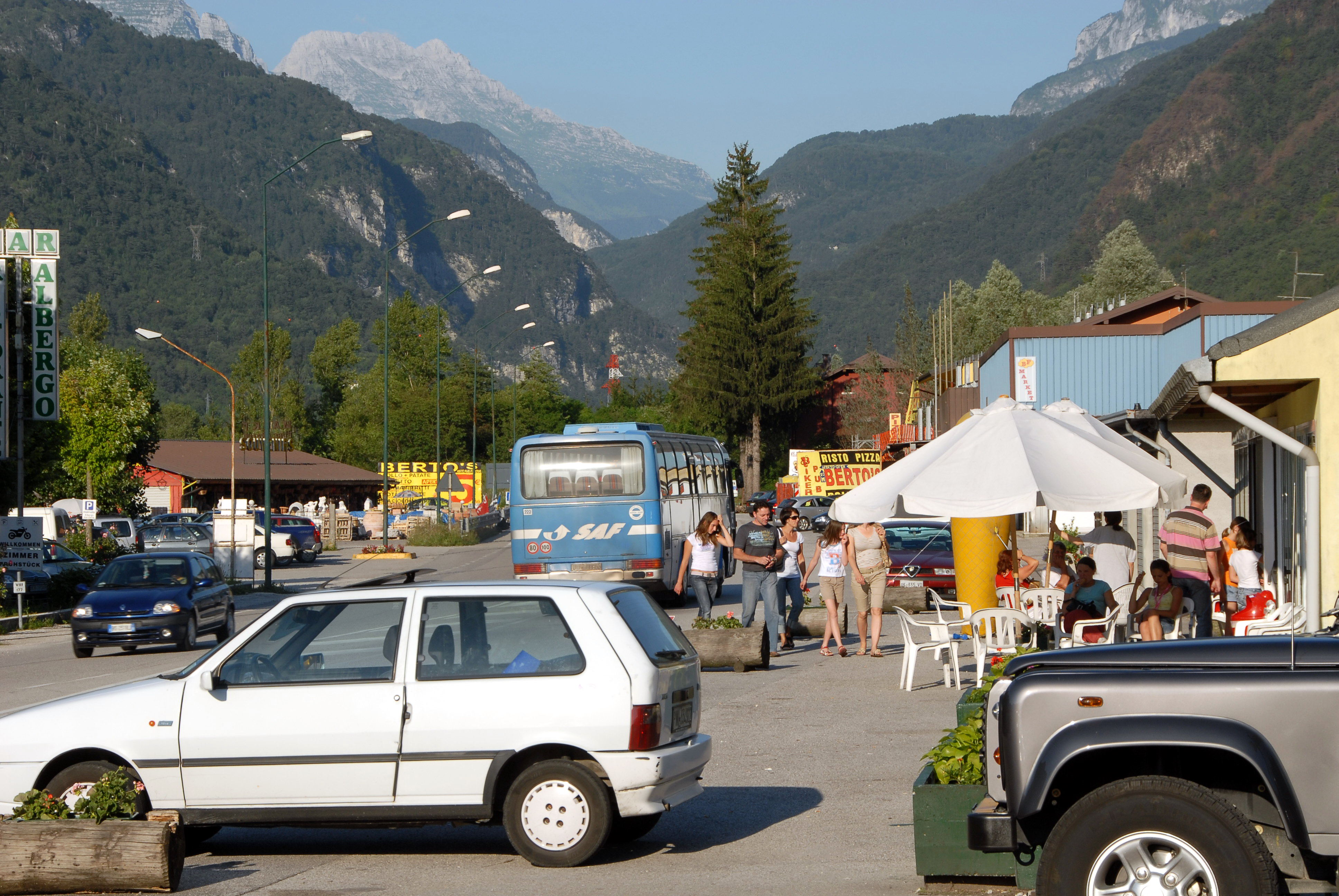
La statale che attraversa il paese (o via Udine)
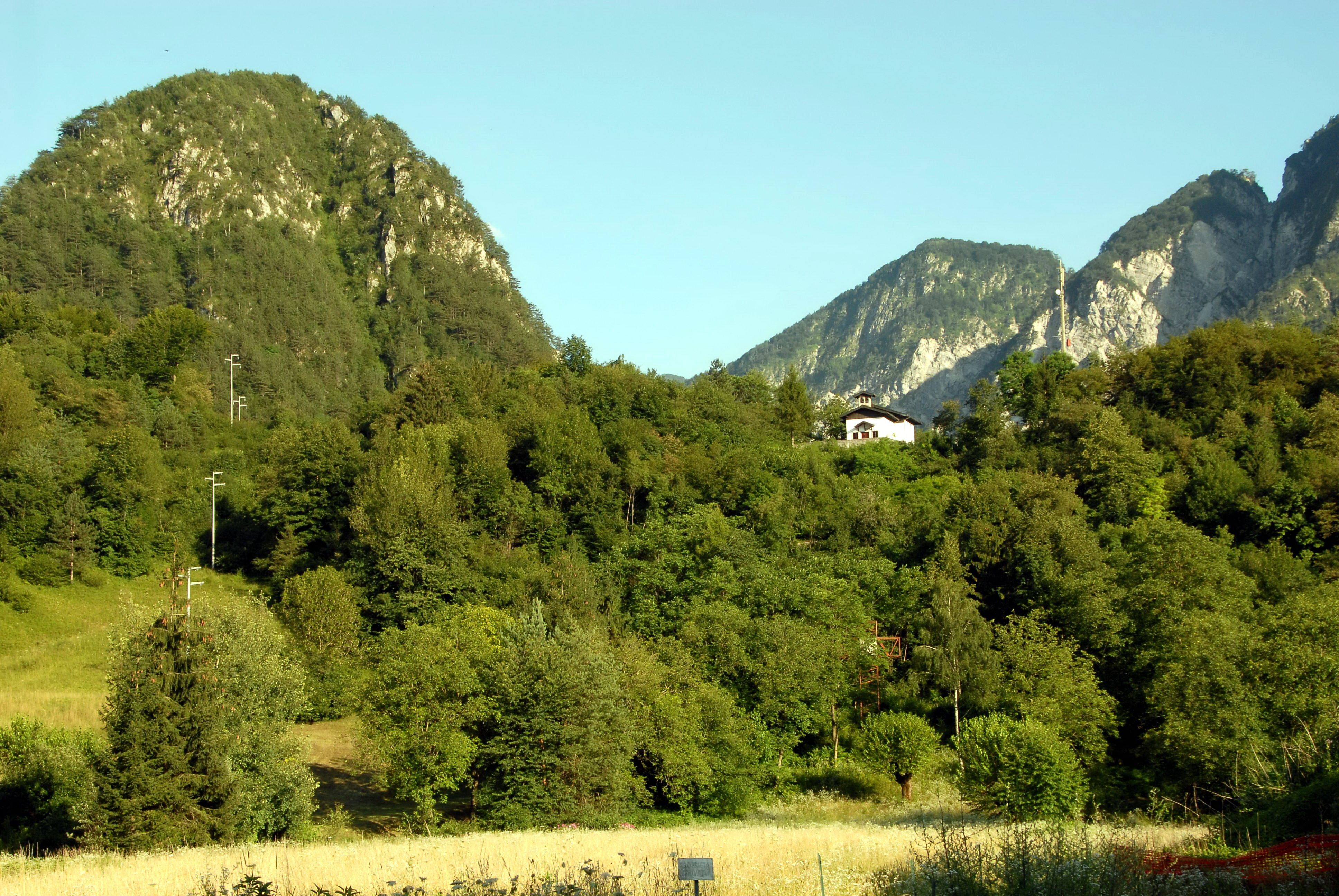
Le montagne di Resiutta